# 豊田憲司
豊田 憲司（とよた けんじ、1947年8月1日 - ）は、広島県出身の元プロ野球選手。ポジションは投手。

## 来歴・人物
私立呉港高校では1965年の夏の甲子園県予選準々決勝に進出するが、河本和昭投手のいた広陵に延長14回サヨナラ負け、甲子園には届かなかった。同年のドラフト会議で阪急ブレーブスから5位指名を受けるが交渉を放棄されたため、芝浦工業大学へ進学。東都大学野球リーグでは、1年上の池田善吾とともに投の主軸となり、1968年秋季リーグでの優勝に貢献。大学同期に捕手の河村健一郎、片岡新之介（中退）がいる。大学卒業後にいすゞ自動車へ入社。1971年の都市対抗野球大会に出場。1回戦で松下電器の福間納と投げ合い完投勝ち。2回戦に進むが三菱自動車京都に敗退。チームメイトに原田俊治（日本コロムビアから補強）、永尾泰憲がいた。
1971年ドラフト会議で西鉄ライオンズから5位指名を受け入団。1972年には初先発を含む21試合に登板するが好結果を残せず、1973年限りで引退した。
スリークォーターからの重いストレート、シュートを武器とした。

## 詳細情報

### 年度別投手成績
| 年 度     | 球 団     | 登 板 | 先 発 | 完 投 | 完 封 | 無 四 球 | 勝 利 | 敗 戦 | セ 丨 ブ | ホ 丨 ル ド | 勝 率 | 打 者 | 投 球 回 | 被 安 打 | 被 本 塁 打 | 与 四 球 | 敬 遠 | 与 死 球 | 奪 三 振 | 暴 投 | ボ 丨 ク | 失 点 | 自 責 点 | 防 御 率 | W H I P |
| --------- | --------- | ----- | ----- | ----- | ----- | -------- | ----- | ----- | -------- | ----------- | ----- | ----- | -------- | -------- | ----------- | -------- | ----- | -------- | -------- | ----- | -------- | ----- | -------- | -------- | ------- |
| 1972      | 西鉄      | 21    | 1     | 0     | 0     | 0        | 0     | 1     | --       | --          | .000  | 164   | 36.1     | 43       | 3           | 18       | 2     | 2        | 8        | 1     | 0        | 22    | 20       | 5.00     | 1.68    |
| 通算：1年 | 通算：1年 | 21    | 1     | 0     | 0     | 0        | 0     | 1     | --       | --          | .000  | 164   | 36.1     | 43       | 3           | 18       | 2     | 2        | 8        | 1     | 0        | 22    | 20       | 5.00     | 1.68    |

### 記録
- 初登板：1972年4月16日、対近鉄バファローズ2回戦（藤井寺球場）、4回裏から2番手で救援登板、1回無失点
- 初先発登板：1972年7月30日、対南海ホークス19回戦（北九州市営小倉球場）、3回5失点（自責点4）で敗戦投手

### 背番号
- 29 （1972年 - 1973年）